# 段大体
段大体（？—？），河南永宁（今河南洛宁）人，是一名清朝政治人物。岁贡生出身。
段大体曾于1661年接替李暄任青浦县知县一职，1662年由潘嗣德接任。